# Strażnica WOP Sołotwina
Strażnica WOP Sołotwina – podstawowy pododdział graniczny Wojsk Ochrony Pogranicza pełniący służbę ochronną na granicy polsko-radzieckiej.

## Formowanie i zmiany organizacyjne
Strażnica została sformowana w 1945 w strukturze 34 komendy odcinka jako 155 strażnica WOP (Dziewięcierz) o stanie 56 żołnierzy. Kierownictwo strażnicy stanowili: komendant strażnicy, zastępca komendanta do spraw polityczno-wychowawczych i zastępca do spraw zwiadu. Strażnica składała się z dwóch drużyn strzeleckich, drużyny fizylierów, drużyny łączności i gospodarczej. Etat przewidywał także instruktora do tresury psów służbowych oraz instruktora sanitarnego.
Organizowana była i do stycznia 1946 stacjonowała w Przemyślu. 25 stycznia 1946 34 komenda OP, wraz ze swoimi strażnicami, wymaszerowała do Lubaczowa. Tam strażnice kwaterowały do czerwca 1946
W sierpniu 1946 strażnice nr 155 i 157 wymaszerowały na tymczasowy postój do m. Wielkie Oczy i działały tam jako grupa operacyjna. Wiosna 1948 strażnica nr 155 przeszła na swój właściwy odcinek graniczny do m. Sołotwina. 
Od 15 marca 1954 wprowadzono nową numerację strażnic. Strażnica III kategorii otrzymała numer 152.
W 1964 w Sołotwinie stacjonowała placówka WOP nr 6 26 Przemyskiego Oddziału Wojsk Ochrony Pogranicza.
W 1976 odtwarzano brygady na granicy ze Związkiem Radzieckim. Na bazie 26 Przemyskiego Oddziału WOP sformowano Bieszczadzką Brygadę WOP. W jej strukturach, na bazie placówki WOP Sołotwina zorganizowano strażnicę WOP Sołotwiona.